# Gardegan-et-Tourtirac
Gardegan-et-Tourtirac är en kommun i departementet Gironde i regionen Nouvelle-Aquitaine i sydvästra Frankrike. Kommunen ligger i kantonen Castillon-la-Bataille som tillhör arrondissementet Libourne. År 2022 hade Gardegan-et-Tourtirac 277 invånare.

## Befolkningsutveckling
Antalet invånare i kommunen Gardegan-et-Tourtirac
Referens:INSEE